# Ставки (Рівненський район)
Ставки́ —  село в Городоцькій сільській громаді Рівненського району Рівненської області України. Населення становить 500 осіб.

## Символіка
Символи затверджені 20 грудня 2024 року рішенням Городоцької сільської ради. Автори – А. Гречило та Ю. Терлецький.

### Герб
Щит розтятий і перетятий на два сині та два срібні поля, у центрі – розширений укорочений хрест, від якого скошені у 4 боки 4 коропи, в обернених кольорах.
Сині та срібні (на прапорі – білі) поля і чотири коропи символізують місцеві природні багатства та вказують на назву поселення (герб є промовистим). Хрест означає церкву Св. Михаїла та підкреслює розташування Ставків на Волині. 

### Прапор
Квадратне полотнище, що складається з чотирьох рівновеликих квадратних полів, верхнє від древка та нижнє з вільного краю – сині, два інші – білі, у центрі розширений укорочений хрест, розділений в обернених кольорах, від якого до кутів прапора покладені 4 коропи, також в обернених кольорах.

## Історія
Перша письмова згадка про село має місце у грамоті Великого князя Литовського Вітовта, написаній 2 липня 1396 року в Луцьку.
В селі діє Свято-Михайлівський храм ПЦУ.

## Населення

### Мова
Розподіл населення за рідною мовою за даними перепису 2001 року:
| Мова       | Кількість | Відсоток |
| ---------- | --------- | -------- |
| українська | 488       | 97.6%    |
| російська  | 9         | 1.8%     |
| білоруська | 3         | 0.6%     |
| Усього     | 500       | 100%     |